# Ландини, Рауль Атос
Рау́ль Атос Ланди́ни (14 июля 1909 года, Буэнос-Айрес, Аргентина — 29 сентября 1988 года, Буэнос-Айрес, Аргентина) — аргентинский боксёр-профессионал, выступавший в полусредней весовой категории. Серебряный призёр Олимпийских игр 1928 года в Амстердаме.

## Любительская карьера
Рауль Ландини принял участие в Олимпийском турнире по боксу в 1928 году в полусредней весовой категории. Он дошел до финала, где уступил Теду Моргану из Новой Зеландии.
Путь до финала:
- Первый раунд: победа над Томми Лоуном, США, по очкам;
- 1/8 финала: победа над Вальтером Палмом, Эстония, по очкам;
- Четвертьфинал: победа над Кором Бломмерсом, Голландия, по очкам;
- Полуфинал: победа над Рэймондом Смилли, Канада, по очкам;
- Финал: проигрыш Теду Моргану, Новая Зеландия, по очкам.

## Профессиональная карьера
После Олимпиады Рауль Ландини стал профессионалом и дебютировал в ноябре 1929 года. В 1930 году Ландини стал чемпионом Аргентины в полусреднем весе среди профессионалов.
В 1940 году Рауль Ландини завершил свою спортивную карьеру. Всего за время карьеры Ландини провел 52 боя, из них в 41 одержал победу (11 нокаутом), 7 проиграл и 4 боя завершились вничью.

## Вне спорта
В 1937 году снялся в эпизодической роли боксёра в аргентинском фильме ¡Segundos afuera! (película).
Рауль Ландини умер в Буэнос-Айресе 29 сентября 1988 года.